# Muisca cylindricollis
Muisca cylindricollis là một loài bọ cánh cứng trong họ Cleridae. Loài này được Peracchi miêu tả khoa học năm 1962.